# Trần Quang Thịnh
Trần Quang Thịnh (sinh ngày 12 tháng 5 năm 2001) là một cầu thủ bóng đá người Việt Nam hiện đang thi đấu ở vị trí trung vệ cho câu lạc bộ Thép Xanh Nam Định tại V-League 1.

## Sự nghiệp

### Viettel
Trần Quang Thịnh đỗ đầu vào tuyến trẻ Viettel trong một đợt tuyển chọn của của trung tâm này tại quê nhà Hải Phòng. Từ năm 2011, anh thi đấu cho Trẻ Viettel. Tuy nhiên, do bị cho là không đáp ứng được khả năng phát triển nên chỉ sau 1 năm, anh bị loại và trở về quê nhà tiếp tục học văn hoá.

### Công An Hà Nội
Đến năm 2012, thông qua một người thầy thể chất, Thịnh đuợc giới thiệu dự thi và trúng tuyển đợt tuyển sinh của lò đào tạo trẻ Công An Nhân Dân. Anh thi đấu cho đội trẻ đội bóng ngành công an và được lên đội 1 vào năm 2020.

### LPBank Hoàng Anh Gia Lai
Ngày 26 tháng 2 năm 2024, Thịnh gia nhập câu lạc bộ LPBank Hoàng Anh Gia Lai theo dạng cho mượn từ Công An Hà Nội.

### Thép Xanh Nam Định
Ngày 30 tháng 8 năm 2024, Thịnh gia nhập câu lạc bộ Thép Xanh Nam Định.

### U23 Việt Nam
Trần Quang Thịnh là trường hợp đặc biệt bởi lẽ trong thành phần U23 Việt Nam tham dự Giải vô địch bóng đá U-23 Đông Nam Á 2022 nòng cốt là các cầu thủ vừa trở về từ Giải U21 quốc tế 2021, Thịnh không có mặt bởi đội trẻ Công An Nhân Dân không tham dự giải đấu, và anh vẫn chưa được đôn lên đội 1 của đội bóng ngành Công An. Do đó, Thịnh được xem là cái tên lạ trong đội hình U23 Việt Nam năm đó.
Tuy vậy, anh cùng với Nguyễn Thành Nhân của Hoàng Anh Gia Lai là 2 gương mặt có số phút thi đấu nhiều nhất đội, thi đấu chói sáng góp phần giúp U23 Việt Nam vô địch giải đấu, trong một hành trình mà đội tuyển bị sứt mẻ lực lượng nghiêm trọng bởi ảnh hưởng của COVID-19. Thịnh và người đồng đội Thành Nhân cũng nằm trong đội hình tiêu biểu của giải đấu năm đó.
Sau thành tích ấn tượng tại Giải vô địch bóng đá U-23 Đông Nam Á 2022, Quang Thịnh được HLV Park Hang-seo triệu tập lên U23 Việt Nam nhằm chuẩn bị cho Dubai Cup và SEA Games 31.

## Thống kê sự nghiệp
Tính đến ngày 16 tháng 3 năm 2022
| Câu lạc bộ       | Mùa giải  | Giải đấu   | Giải đấu | Giải đấu | Cúp quốc gia | Cúp quốc gia | Tổng cộng | Tổng cộng |
| Câu lạc bộ       | Mùa giải  | Hạng       | Trận     | Bàn      | Trận         | Bàn          | Trận      | Bàn       |
| ---------------- | --------- | ---------- | -------- | -------- | ------------ | ------------ | --------- | --------- |
| Công An Nhân Dân | 2022      | V.League 2 | 2        | 0        | 0            | 0            | 2         | 0         |
| Công An Nhân Dân | Tổng cộng | Tổng cộng  | 2        | 0        | 0            | 0            | 2         | 0         |

## Thành tích

### Câu lạc bộ
Công an Hà Nội
- V. League 1:

 Vô địch: 2023
Công An Nhân Dân
- V. League 2:

 Vô địch: 2022

### Quốc tế
U-23 Việt Nam
- Vô địch: Giải vô địch bóng đá U-23 Đông Nam Á: 2022

### Cá nhân
- Bằng khen của Bộ Công An về thành tích xuất sắc tại Giải vô địch bóng đá U-23 Đông Nam Á 2022.
- Đội hình tiêu biểu Giải vô địch bóng đá U-23 Đông Nam Á: 2022.